# Wapen van Ubbergen

Wapen van Ubbergen

Het wapen van Ubbergen toont het gemeentewapen van de voormalige gemeente Ubbergen, bestaande uit een gouden roos op een rood veld, oorspronkelijk de roos uit het wapen van het geslacht Van Ubbergen, de omschrijving luidt: 
"Van keel met eene gestengelde en gebladerde roos van goud."
Het wapen bleef in gebruik tot op 1 januari 2015 de gemeente opging in de gemeente Groesbeek.

## Geschiedenis
De vroegst bekende heer van Ubbergen, Thilman Werenbertszoon, voerde al een roos in zijn wapen. In 1395 zegelde ene Loiff van Ubbergen met een roos, in 1416 voerde Johan van Ubbergen een zilveren heraldische roos van zes bladen, geknopt van rood op een zwart schild. De roos op het gemeentewapen van Ubbergen ziet er "natuurlijk" uit, maar is wel van dat wapen afgeleid. Onduidelijk is waarom van de oorspronkelijke vorm is afgeweken, een heraldische roos toont uitsluitend de bloem, zonder steel en bladeren. De vorm komt ook voor op het wapen van Gelderland tussen 1190 en 1236. Evenmin is het bekend waarom werd gekozen voor de kleuren rood en goud. Het wapen werd aan de gemeente Ubbergen verleend bij Koninklijk Besluit van 12 maart 1864.

## Verwant wapen

Wapen van Jan van Ubbergen (Wapenboek Gelre)

Aalst · 
Ammerzoden · 
Angerlo · 
Appeltern · 
Batenburg · 
Beesd · 
Beltrum · 
Bemmel · 
Bergharen · 
Bergh · 
Beusichem · 
Borculo · 
Brakel · 
Buurmalsen · 
Deil · 
Didam · 
Dinxperlo · 
Dodewaard ·
Doornspijk ·
Dreumel ·
Driel ·
Echteld ·
Eibergen ·
Elst ·
Est en Opijnen ·
Everdingen ·
Ewijk ·
Gameren ·
Geesteren · 
Geldermalsen · 
Gendringen · 
Gendt ·
Groenlo ·
Groesbeek ·  
Haaften ·
Hedel ·
's-Heerenberg ·
Heerewaarden ·
Hemmen ·
Hengelo ·
Herwen en Aerdt ·
Herwijnen ·
Heteren ·
Heukelum ·
Hoevelaken ·
Horssen ·
Huissen ·
Hummelo en Keppel ·
Hurwenen  ·
Kerkwijk ·
Keppel ·
Kesteren ·
Laren · 
Lichtenvoorde ·
Lienden ·
Lingewaal · 
Maurik ·
Millingen aan de Rijn ·
Nederhemert ·
Neede ·
Neerijnen ·
Netterden ·
Niftrik ·
Nijbroek ·
Ophemert ·
Overasselt ·
Pannerden ·
Poederoijen · 
Renkum ·
Rijnwaarden ·
Rossum ·
Ruurlo ·
Steenderen ·
Terborg ·
Twello ·
Ubbergen ·
Valburg ·
Varik ·
Vorden ·
Vuren ·
Waardenburg ·
Wadenoijen ·
Wamel ·
Wehl ·   
Warnsveld ·
Wisch ·
Zeddam ·
Zelhem ·
Zoelen ·
Zuilichem 

Dorps-, heerlijkheids- en stadswapens: 

Acquoy 
· Baak 
· Barlham 
· Bredevoort 
· Doreweerd 
· Elden
· Enspijk 
· Gellicum 
· Groessen 
· Hakfort 
· Hellouw 
· IJzendoorn 
· Kell  
· Lede en Oudewaard 
· Lichtenberg 
· Loil 
· Maasbommel 
· Meijnerswijk 
· Meteren 
· Middagten 
· Rhenoy 
. Rumpt
· Tricht 
· Verwolde 
· Wildenborch